# Circuit des villes d'eaux d'Auvergne
Le Circuit des villes d'eaux d'Auvergne est une ancienne course cycliste française, organisée de 1920 à 1952 parfois en une étape de 1920 à 1927, puis de 1943 à 1952, et en deux étapes entre 1928 et 1942, ainsi que lors de l'édition 1947.

## Palmarès
| Année     | Vainqueur          | Deuxième            | Troisième          |
| --------- | ------------------ | ------------------- | ------------------ |
| 1920      | Romain Bellenger   | José Pelletier      | Marcel Godard      |
| 1921      | Robert Reboul      | Robert Jacquinot    | Marcel Godard      |
| 1923      | Jean Hillarion     | Maurice Ville       | Pierre Bachellerie |
| 1924      | Maurice De Waele   | Denis Verschueren   | Joseph Normand     |
| 1925      | Maurice Van Hyfte  | Paul Filliat        | Gaston Degy        |
| 1926      | Georges Brosteaux  | Joseph Normand      | Pierre Bachellerie |
| 1927      | Désiré Louesse     | Joseph Siquet       | Joseph Normand     |
| 1928      | Francis Bouillet   | Maurice Bonney      | Roger Pipoz        |
| 1929      | Antonin Magne      | Francis Bouillet    | Jules Merviel      |
| 1930      | Marcel Mazeyrat    | Léon Fichot         | André Godinat      |
| 1931      | Émile Robache      | Julien Moineau      | Pascual Martí      |
| 1932      | Marcel Mazeyrat    | Émile Robache       | Raoul Lesueur      |
| 1933      | Jean Montpied      | René Vietto         | Antonio Prior      |
| 1934      | Décimo Bettini     | Jean Montpied       | Raoul Lesueur      |
| 1935      | Alfred Weck        | Marius Bœuf         | Luigi Barral       |
| 1936      | non disputé        | non disputé         | non disputé        |
| 1937      | Stefano Giuppone   | Nello Troggi        | Antoine Arnaldi    |
| 1938      | Aldo Bertocco      | Henri Puppo         | Robert Godard      |
| 1939      | Antonio Bertola    | Louis Gauthier      | Décimo Bettini     |
| 1940-1941 | non disputé        | non disputé         | non disputé        |
| 1942      | Lucien Teisseire   | Jules Siciliano     | Bruno Carini       |
| 1943      | Jean-Marie Goasmat | Albert van Schendel | Fermo Camellini    |
| 1944      | non disputé        | non disputé         | non disputé        |
| 1945      | Dante Gianello     | Paul Néri           | Antoine Bartin     |
| 1946      | Amédée Rolland     | Lucien Teisseire    | Lucien Lauk        |
| 1947      | Kléber Piot        | René Vietto         | Eugenio Galliussi  |
| 1948      | non disputé        | non disputé         | non disputé        |
| 1949      | Raphaël Géminiani  | Marius Bonnet       | Maurice Kallert    |
| 1950-1951 | non disputé        | non disputé         | non disputé        |
| 1952      | Siro Bianchi       | Nello Lauredi       | Jean Dotto         |